# Nova economia keynesiana
A nova economia keynesiana é uma corrente de pensamento econômico nascida nos anos 1980, em resposta à nova economia clássica. Embora conserve dos neokeynesianos a referência ao equilíbrio geral da economia neoclássica, rejeita a hipótese de informação perfeita. Além disso, é crítica em relação às prescrições de política econômica usuais entre os keynesianos (déficit orçamentário e taxa de juros baixa), que não atribuem grande importância aos problemas estruturais ligados ao funcionamento dos mercados.
Os novos keynesianos, à diferença dos novos clássicos, não acreditam que os mercados se equilibrem rapidamente segundo a lei da oferta e da procura. Para eles, os salários e os preços não são flexíveis mas "viscosos". Essa viscosidade seria ligada a imperfeições da informação. Não se trata exatamente de substituir o mercado pelo Estado, mas de encontrar meios de melhorar o funcionamento da economia.
Os novos keynesianos acreditam no poder ativo da política fiscal e monetária no curto prazo (mesmo que muitos não defendam seu uso recorrente pelas autoridades) e na existência de rigidez de preços e de salários no curto prazo devido à presença de imperfeições nos mecanismos de mercado - imperfeições essas que são, na verdade, características da organização de cada mercado, e que se constituem em fontes causadoras e propagadoras de choques econômicos, gerando ciclos.
Os novos keynesianos acreditam que ainda existe muito a ser descoberto na teoria macroeconômica. Com tal finalidade, lideram diversas linhas de pesquisa. Uma delas é a da fixação dos salários, ou seja, a questão do salário-eficiência, onde, na visão do trabalhador, o nível de salários deveria elevar-se a ponto de manter um bom grau de motivação.
Uma outra linha de pesquisa mantida pelos novos keynesianos está relacionada à imperfeição no mercado de crédito, ou seja, às atitudes particulares dos bancos e suas conseqüências.
Por fim, estudam a própria rigidez nominal de preços e salários, baseando-se agora no escalonamento das decisões, desenvolvido por Stanley Fischer e John B. Taylor, incluindo o conceito de custo de mudanças de preços e salários. O primeiro tipo de rigidez, segundo Blanchard e Kiotaki e Mankiw, considerando firmas em competição monopolista, é o chamado "custo do menu". Conforme esses autores, um ajustamento de preços pode ter custos tais que não sejam compensados pela variação dos lucros decorrente. Analogamente ao que ocorre com os clientes de um restaurante - que podem reagir mal ao constatar o aumento dos preços no cardápio - os compradores podem se irritar com mudanças de preços, sobretudo se não forem prevenidos em tempo hábil. Mesmo pequenas variações nos “custos de menu” podem levar a grandes oscilações da economia, já que envolvem, por exemplo, alterações na programação contábil-financeira dos compradores, e estes podem ter dificuldades em fazê-las. (cf. Solow, 1998, p. 13).
Incluem-se entre os novos keynesianos:
- N. Gregory Mankiw;
- Olivier Blanchard;
- George Akerlof;
- James Mirrlees;
- Michael Spence;
- Janet Yellen;
- Lawrence Summers, ex-Secretário do Tesouro dos Estados Unidos no governo de Bill Clinton;
- Paul Krugman;
- Joseph Stiglitz.